# 福江郵便局
福江郵便局（ふくえゆうびんきょく）は長崎県五島市にある郵便局。民営化前の分類では集配普通郵便局であった。

## 概要
住所：〒853-8799 長崎県五島市幸町1-1
旧福江市市街地の中心部に位置する。

### 分室
分室はなし。過去に存在した分室は以下のとおり。
- 保険分室 - 1951年（昭和26年）に廃止された。

## 沿革
- 1872年8月4日（明治5年7月1日） - 福江郵便取扱所[1]として開設。
- 1875年（明治8年）1月1日 - 福江郵便局（四等）となる[2]。
- 1880年（明治13年） - 為替取扱を開始。
- 1881年（明治14年） - 貯金取扱を開始。
- 1903年（明治36年）4月1日 - 福江電信局（1893年12月16日開設）を統合。特定三等局となる。
- 1924年（大正13年）2月11日 - 電話通話業務を開始。
- 1926年（大正15年）3月6日 - 電話交換業務を開始。
- 1939年（昭和14年）2月11日 - 二等局に改定。
- 1949年（昭和24年）6月1日 - 福江電報電話局が分離され電信電話関連業務を移管。
- 1951年（昭和26年）8月16日 - 保険分室を廃止[3]。同日、福江町福江郷684番地3に新築移転。
- 1956年（昭和31年）10月11日 - 電話通話および和文電報受付事務の取扱を開始。
- 1962年（昭和37年）9月26日 - 福江大火で局舎焼失。福江中学校、ついで福江市福江町内に設けた仮局舎で営業。
- 1964年（昭和39年）9月15日 - 局舎を現在地に新築移転。
- 1969年（昭和44年）4月1日 - 赤島郵便局の廃止に伴い、取扱事務[4]を承継。
- 1972年（昭和47年）7月1日 - 黄島郵便局の廃止に伴い、取扱事務を承継。
- 1991年（平成3年）3月17日 - 大浜郵便局および崎山郵便局から集配業務を移管。
- 1991年（平成3年）9月29日 - 奥浦郵便局から集配業務の一部[5]を移管。
- 1999年（平成11年） - 外国通貨の両替および旅行小切手の売買に関する業務取扱を開始。
- 2007年（平成19年）2月19日 - 久賀島郵便局および五島椛島郵便局[6]から集配業務を移管[7]。
- 2007年（平成19年）10月1日 - 民営化に伴い、併設された郵便事業福江支店に一部業務を移管。
- 2012年（平成24年）10月1日 - 日本郵便株式会社発足に伴い、郵便事業福江支店を福江郵便局に統合。

## 取扱内容
- 郵便、印紙、ゆうパック、内容証明
- 貯金、為替、振替、振込、国際送金、国債、投資信託
- 生命保険、バイク自賠責保険、自動車保険
- ゆうちょ銀行ATM
- 五島市内の一部地域の集配業務
- ゆうゆう窓口

## 周辺
- 五島市役所（旧福江市役所）
- 五島振興局（旧五島支庁）
- 長崎県立五島高等学校
- 五島市立福江小学校
- 石田城跡
- 五島邸
- 五島観光歴史資料館
- 福江文化会館

## アクセス
- 福江港フェリーターミナルから徒歩約10分
- 五島バス 農協前停留所下車
- 国道384号堀端前交差点より市役所方向に入った市道と長崎県道49号福江富江線の交差点に面する。
- 駐車場あり：7台